# Karol Gémesi
Karol Gémesi, též Károly Gémesi (* 2. října 1943), byl československý politik Veřejnosti proti násilí ze Slovenska maďarské národnosti a poslanec Sněmovny lidu a Sněmovny národů Federálního shromáždění po sametové revoluci.

## Biografie
V lednu 1990 zasedl v rámci procesu kooptací do Federálního shromáždění po sametové revoluci do Sněmovny lidu (volební obvod č. 151 - Dvory nad Žitavou, Západoslovenský kraj) jako bezpartijní poslanec (respektive poslanec za hnutí Veřejnost proti násilí). Ve volbách roku 1990 přešel do Sněmovny národů, coby poslanec za VPN, v jehož rámci byl členem menšinové skupiny Maďarská nezávislá iniciativa. Ve Federálním shromáždění setrval do konce funkčního období, tedy do voleb roku 1992.
K roku 1990 je profesně uváděn jako ředitel odboru Výzkumného ústavu nářadí, bytem Nové Zámky.
V letech 1991-1992 zasedal za ČSFR v parlamentním shromáždění Rady Evropy.